# Moskwa 2042
Moskwa 2042 (ros. Москва 2042) – powieść antyutopijna Władimira Wojnowicza, opublikowana po raz pierwszy w 1986.
Powieść, napisana na kilka lat przed upadkiem ZSRR, ukazuje w tonie satyrycznym wady jego ustroju.

## Fabuła
Główny bohater książki – dysydent polityczny, alter ego autora – udaje się w przyszłość, aby zobaczyć, w jakim kierunku rozwinął się system komunistyczny. Po przewrocie, nazwanym „Wielką Rewolucją Sierpniową”, władze obejmuje grupa generałów na czele z nowym przywódcą Genialissimusem. Obowiązujący system, w przeciwieństwie do wcześniejszych koncepcji komunizmu, nie ma charakteru ogólnoświatowego czy wewnątrzpaństwowego. Przywódca ograniczył się do stworzenia utopijnego socjalizmu w jednym mieście, Moskwie. System ten to hybryda, łącząca wszystko to, co wydaje się być najlepsze w różnych nurtach socjalizmu i komunizmu.
Pierwsze wrażenia z pobytu w mieście wzbudzają podziw w bohaterze. Miasto stworzone przez Genialissimusa oraz jego generałów wydaje się być pozbawione wad. Jednak z biegiem czasu bohater dostrzega, że to tylko fasadowość i wyrafinowana gra pozorów. W rzeczywistości w mieście panuje nierówność, absurd i groteska. Podstawowa zasada zakłada, że to co podstawowe jest wtórne, a to co wtórne jest podstawowe. W życiu codziennym sprowadza się to do obowiązkowego zdawania „produktu wtórnego”, bez którego nie można otrzymać pożywienia. Ponadto wszelka myśl i działanie ludzkie ma służyć Genialissimusowi, co oznacza całkowitą marginalizację wolnej twórczości. Dodatkowo nad „bezpieczeństwem” obywateli czuwa aparat bezpieczeństwa Ubew, który został w całości zinfiltrowany przez wywiad USA. 
Stworzony system nie wytrzymuje próby czasu, a w wyniku przewrotu władzę przejmuje reakcjonista Sim Karnawałow (pierwowzorem jest Aleksandr Sołżenicyn), który ogłasza się Imperatorem i dokonuje obalenia systemu komunistycznego.